# Lynn Burke
Lynn Burke (Estados Unidos, 22 de marzo de 1943) es una nadadora estadounidense retirada especializada en pruebas de estilo espalda, donde consiguió ser campeona olímpica en 1960 en los 100 metros.

## Carrera deportiva
En los Juegos Olímpicos de Roma 1960 ganó la medalla de oro en los 100 metros estilo espalda, con un tiempo de 1:09.3 segundos que fue récord olímpico, por delante de la británica Natalie Steward y la japonesa Satoko Tanaka; y también ganó el oro en los relevos de 4x100 metros estilos, nadando el largo de espalda, por delante de Australia y Alemania.